# Célécoxib
Comme le rofécoxib, le célécoxib est un médicament anti-inflammatoire non stéroïdien (AINS) de la famille des coxibs (inhibiteur sélectif de la cyclo-oxygénase-2) utilisé essentiellement dans le traitement symptomatique d'affections rhumatismales (arthrose et polyarthrite rhumatoïde). Il fut conçu par Monsanto et Pfizer, puis commercialisé par cette dernière après la fusion de Pharmacia (branche pharma de Monsanto) et de Pfizer. 

## Principaux effets
Comme les autres coxibs, le célécoxib a un effet anti-inflammatoire et antalgique (contre les douleurs). Utilisé à faibles doses (200 mg), il ne semble pas entraîner plus d'accidents cardiaques que d'autres anti-inflammatoires non stéroïdiens.
Les inhibiteurs de la cyclo-oxygénase semblent avoir un effet préventif sur la survenue d'adénomes du côlon, tumeurs bénignes mais qui peuvent se transformer secondairement en cancer. Le célécoxib a démontré son efficacité dans cette utilisation. Cela ne prouve pas, néanmoins, qu'il puisse diminuer la fréquence du cancer du côlon d'autant qu'il a été noté un doublement du nombre d'accidents cardiaques rendant son utilisation large très discutable,.

## Recommandations de Santé Canada
Santé Canada, en décembre 2004, a fait savoir à Pfizer que la commercialisation de Celebrex (célécoxib) pour prévenir la récurrence de la polypose adénomateuse familiale est désormais interdite. Cette annonce arrive après le retrait du Vioxx en raison des risques de survenue de maladies cardiovasculaires et d'études qui indiquent un risque accru d'incidents cardiovasculaires à des doses quotidiennes de Celebrex variant de 400 mg à 800 mg.
Depuis, Santé Canada a émis plusieurs restrictions supplémentaires pour la commercialisation et l'utilisation du Celebrex.